# Belijdenis van Belhar
De belijdenis van Belhar is een Afrikaanse belijdenis uit 1986 met vijf artikelen en daarbij behorende verwerpingen. Deze geloofsbelijdenis is zowel binnen als buiten Zuid-Afrika door enkele (protestantse) kerken aanvaard. De belijdenis is tot stand gekomen doordat men zich wilde uitspreken tegen het bevorderen van ongelijkheid tussen rassen en de houding van kerk en staat omtrent deze problematiek.
De belijdenis is vernoemd naar Belhar, een voorstad van Bellville in Zuid-Afrika, waar de algemene synode van de Nederduits Gereformeerde Kerk in 1982 samenkwam.
De belijdenis van Belhar vertoont gelijkenissen met Dordtse Leerregels wat betreft de structuur van belijdenis en verwerping. Ook de Barmer Thesen, die tezamen het theologisch fundament vormden van de Bekennende Kirche (Belijdende kerk) in Duitsland tussen 1934 en 1945, zijn van invloed geweest op de inhoud van de belijdenis van Belhar.